# Comité pour la réélection du Président
 (juillet 2007).
Si vous disposez d'ouvrages ou d'articles de référence ou si vous connaissez des sites web de qualité traitant du thème abordé ici, merci de compléter l'article en donnant les références utiles à sa vérifiabilité et en les liant à la section « Notes et références ».
Le Comité pour la réélection du Président (Committee to Re-elect the President), ou CRP, un sigle moqué comme CREEP après le scandale, était l'organisme chargé en 1972 de financer la campagne électorale de Richard Nixon, président des États-Unis sortant et candidat à l'élection présidentielle de 1972. Il fut impliqué dans le scandale du Watergate pour avoir financé une équipe de cambrioleurs travaillant pour le compte des conseillers de Nixon. Plusieurs de ses membres, dont le président du CRP et ancien Attorney General John Mitchell, Gordon Liddy et Howard Hunt furent condamnés à des peines de prison.